# 吴用
吴用，字学究，《水滸傳》的人物，山东济州郓城县东溪村人。精通兵法奇謀，满腹经纶、智比諸葛，道号加亮先生，人称智多星。生得眉清目秀，面白须长，善使两条铜鍊。与晁盖自幼结交，朋黨敬稱其「吳學究」。
吳用諧音「無用」，暗喻「智多星無用」，足智多謀亦無法阻止梁山軍滅亡。

## 生平
原本以富豪子弟的家教老師為職，後來与托塔天王晁盖等劫了大名府梁世傑给蔡京献寿的十万贯生辰纲，得宋江通報早一步上梁山躲過官府追緝，智激林冲殺王倫以立晁蓋為主，自己則成為梁山泊首席軍師，不論內務軍事皆出其手。
在梁山進攻高唐州時，吳用看出高廉擺的是八卦陣，但因搭配妖術故苦無破解之道，急派李逵和戴宗尋找已經隱居的公孫勝重投梁山，最終靠公孫勝施展五雷天罡正法擊敗高廉。
受招安后，佐宋江、卢俊义征伐辽国、田虎、王庆和方腊等，功绩卓著，授武节将军，武胜军承宣使。后经宋江托梦得知其遇害，因念宋江恩义难报，交情难舍，遂与花荣一同自缢于楚州南门外蓼儿洼宋江墓前，尸身葬于宋江墓侧。

## 影視
- 1972年香港邵氏《水滸傳》：金峰
- 1983年山东版《水浒》：计镇华、王忠信、张明
- 1998年央视版《水浒传》：宁晓志
- 2011年版《水浒传》：李宗翰
- 2014年版《水浒学院》：李林